# Gézeri parasztnaptár
A gézeri parasztnaptár vagy gezeri parasztnaptár egy feltehetően a Kr. e. 10. század második felében keletkezett, óhéber feliratos nyelvemlék, a héber irodalom egyik legkorábbi, Biblián kívüli emléke. 

## Előkerülése
Robert Alexander Stewart Macalister találta 1902–1907 közötti Tell Dzsezer-i (a bibliai Gézer) ásatásai során. 

## Jellemzői
A kisméretű (11x7 cm) fehér mészkőlap óhéber írással egy rövid feliratot tartalmaz, mely az év hónapjait havi, illetve kéthavi bontásban, az aktuális legjellemzőbb mezőgazdasági munkákkal összekapcsolva sorolja fel. A szöveg ritmikusan tagolt, a végén található név valószínűleg a lejegyző neve.

### Felirata
Két hónap aratás, két hónap ve
tés, két hónap kései ültetés,
egy hónap len-kapálás,
egy hónap árpaaratás,
egy hónap aratás és ünnep?,
két hónap metszés,
egy hónap nyár(i gyümölcs).
Abija